# Ксенофонт
Виж за разграничение по паронимично сходство – Ксенофан
Ксенофонт (на гръцки Ξενοφών) е древногръцки военен, атински пълководец и политически деятел, живял през 5 и 4 век пр.н.е. По-късно през живота си става писател и историк и частично привежда автобиографията си в книгата „Анабазис“ (Ανάβασις).

## Ранни години
Сведенията за живота на Ксенофонт са твърде оскъдни: животописните бележки в произведенията на древните писатели и в „Анабазис“ на самия Ксенофонт не дават достатъчно материал за биографията му. Затова относно живота му невинаги се достига до пълно съгласие между изследователите на античното литературно наследство, които в много отношения са принудени да правят догадки.
Ксенофонт е син на Грил. Роден е в Атина между 430 и 425 г., по всяка вероятност към 427 г. Семейството му се числи към атическия дем Ериха. За баща му не се знае почти нищо. Предполага се, че е бил конник. С това именно се обяснява известната Ксенофонтова страст към ездата и лова. Самият той в съчинението си Περί ιππικής казва, че дългата практика в ездата му дава право да съветва младите ездачи. Изглежда, че баща му е бил състоятелен, щом е можел да праща сина си да взима уроци от софисти като Продик и Исократ. А е добре известно, че уроците на софистите са стрували скъпо. Внимателното изучаване на Ксенофонтовите произведения откъм съдържание и стил дава основание да се мисли, че той е следвал уроци и на други софисти и учители по реторика. Но Ксенофонт е преди всичко ученик на Сократ, който е негов учител от 404 г. нататък.

## Наемен войник
След поражението на персите в битките при Микале и Платея те започват да набират наемници-чужденци. През 401 г., когато Кир Млади се готви за поход срещу брат си Артаксеркс II Мнемон, беотиецът Проксен, с когото Ксенофонт се сприятелява по време на Пелопонеската война, с писмо го скланя да вземат участие в похода на Кир. Ксенофонт се допитва до Сократ, който го съветва да се обърне към Делфийския оракул. Ксенофонт се вслушва в думите на учителя си, но в прорицалището на Аполон не пита дали да отиде при Кир, а как да отиде. Сократ го укорява за това, че е изтръгнал от устата на оракула отговор, какъвто самият той е желаел, но все пак го насърчава да замине. Така Ксенофонт се озовава при Кир, на когото става не по-малко добър приятел от Проксен. Ксенофонт, изглежда, не е знаел до този момент същинската цел на похода, а когато я разбира, не се решава да напусне Кир. Оттук нататък събитията, изпълнили живота на Ксенофонт като водач на Десетте хиляди, са разказани подробно в „Анабазис“.
След завоеванията на Кир Стари и след краткото царуване на Камбиз, Персийската империя минава в ръцете на Дарий, който на практика е нейният обединител и реформатор – под властта му са земите от Малоазийските брегове до Каспийско море, на север до Скития, а на юг до Арабия. Водачите на тази огромна империя са опиянени от мощта си: най-напред Дарий, а после и Ксеркс пожелават да се хвърлят във война с Елада. Битките Маратон и Саламин обаче показват действителната слабост на Персия. През 465 г. Ксеркс е убит. Следват дворцови преврати. Започват да се редуват неспособни владетели, които царуват кратко време. Упадъкът на Персийската монархия е пълен при царуването на Дарий II Нотос (424 – 404 г.): в персийския двор убийствата стават едва ли не обичайна практика. Сатрапите се чувстват почти независими в своите провинции. Този период се характеризира със зверства, измами и въстания, в които активно участие взима жената на царя Парисатида. От тринадесетте синове на Парисатида само четирима надживяват баща си. Наследник на престола по право е най-големият, Артаксеркс II, при все че майка му се стреми по всякакъв начин да издигне на престола най-малкия – Кир Млади. Като получава по настояване на майка си сатрапско място в Сарди, Кир замисля да узурпира трона на брат си. С тази цел започва да събира на служба при себе си гръцка наемна войска с водачите ѝ (около 13 хиляди души), която се намира под командването на Клеарх и съставлява най-елитната част от цялата войска на Кир.
Тисаферн, сатрап в Йония и Кария, на два пъти съобщава на царя, че Кир се готви за метеж, но царят не реагира, тъй като двамата сатрапи имат спорове за някои от йонийските градове. Така Кир под предлога, че военните приготовления се дължат на несъгласието му с Тисаферн, спокойно се подготвя за поход, опълчва се срещу брат си и стига почти до Вавилон. Срещу Кир излиза самият Артаксеркс с многобройна войска. При Кунакса (на р. Ефрат) става решително сражение, в което Кир е убит, а азиатската му войска се разпръсква. . Скоро след това Клеарх и още четирима стратези са убити в стана на Тисаферн (Anabasis 2.5.31 – 32). Тъй като гръцките наемници разчитат на Тисаферн за завръщането в родината си и за снабдяването с храна, след това предателство те попадат в затруднено положение – изгубват водачите си и са далеч от дома. Налага се да поемат без сигурни водачи през непознати земи. В това безнадеждно положение Ксенофонт е избран от войниците за водач. Той повдига духа на съотечествениците си и ги кара да си изберат нови военачалници. Гърците започват своето отстъпление, останало в историята като „Поход на десетте хиляди“ през Месопотамия, Мидия и до границите на Армения, а оттам в гръцкия град Трапезунд. Така гърците, след различни перипетии, стигат на Черно море, а след това по брега до Тракия. Може да се каже, че в Тракия свършва походът на Ксенофонт. Част от гърците постъпват на служба при тракийския цар Севт.
Твърде вероятно е след това Ксенофонт да се е върнал в Атина. С парите, които стратезите са си поделили една година по-рано, той поднася в Делфи, в съкровищницата на атиняните, дар на Аполон, от името на Проксен и от свое име. След смъртта на Сократ, учениците му, които също са под подозрение, се пръскат из Елада и Ксенофонт навярно се отдалечава от Атина.
През 396 г. той взима участие в похода на цар Агезилай II срещу персите, а по-късно (394 г.), когато тиванци и атиняни се съюзяват срещу Спарта, Ксенофонт се бие при Коронея срещу собственото си отечество. От Сократова гледна точка тази негова постъпка е престъпление. Тук той съвсем забравя мъдрите слова на учителя си, според когото гражданинът не трябва да въстава срещу родината си. Вероятно поради това предателство Ксенофонт е осъден на изгнание.

## В изгнание
След като изгубва всичките си имоти, той отива в Спарта, а по-късно, между 390 и 387 г., се заселва в Скилунт, недалече от Олимпия, където спартанците са му подарили имение. По това време той пише и публикува „Анабазис“. По-късно Ксенофонт се мести да живее в Коринт, където го застига вестта, че изгнанието му е отменено. Той обаче едва ли се възползва от това, че е помилван. Няколко години по-късно (вероятно през 355 г.) умира в Коринт.

## Съчинения
Всичко, което е написал Ксенофонт, е запазено. Дори му се приписват повече съчинения, отколкото е създал. Писал е по най-различни теми: на едно място говори историкът Ксенофонт, на друго – философът, на трето икономистът и домоуправителят, ловецът и др. Може да се каже, че Ксенофонт е първият древен полиграф.
Най-значителното произведение на Ксенофонт е „Анабазис“ (Ανάβασις) – военно-исторически мемоари в седем книги. Още в Античността славата на това произведение е твърде голяма. Знае се, че Ариан, който разказва за похода на Александър Велики в Азия, е озаглавил съчинението си „Анабазис“ по примера на Ксенофонт, разделил го е, също както него, на седем книги и в подражанието си е отишъл толкова далеч, колкото разликата в сюжета и епохата е позволила това. Анабазис, погледнат от различни страни, изглежда ту пътепис, ту като историческо съчинение или защитна реч. В него – някъде повече, другаде по-малко – може да се долови влиянието на Сократ върху Ксенофонт: навикът му да прави морални изводи, да изследва добрите и лошите страни на всяка една ситуация, тънките философски анализи – всичко това иде от учителя му Сократ.
Особено силно е Сократовото влияние в диалозите, където Ксенофонт си служи със същите средства, които се приписват на Сократ в диалозите му: много въпроси, прибягване до аналогии, постепенно подготвяне на отговора у събеседника и достигаенто до положение, при което той трябва само да потвърди или отрече нещо. По-голямата част от „Анабазис“ е повествователна. Тук именно трябва да се търси Ксенофонт: той е преди всичко разказвач. Някои страници от „Анабазис“ са незабравими с простотата си – достатъчно е да се прочете разказът за страданията на войниците сред снеговете на Армения (кн. IV, гл. 4 и 5). Ксенофонт обаче е не само великолепен разказвач, но и оратор. В „Анабазис“ има цели страници, които могат да се причислят към високите образци на ораторската проза – похвални слова за Кир и Клеарх, много речи, произнесени предимно от Ксенофонт и Клеарх. Много рядко авторът излага направо съображенията или намеренията си. Когато говори за себе си в трето лице, той не може да вмъкне в самия разказ изложението на скритите си мисли. В такива случаи много по-естествено е да ги изложи в речи, които уж е чул и които възпроизвежда.
Със съчинението си Ελληνικά (Гръцка история) Ксенофонт е искал да продължи недовършената история на Тукидид. От това съчинение, което далеч не може да достигне историческата и литературна стойност на Тукидидовата история, става ясен краят на Пелопонеската война и събитията след нея (всичко от 410 до 362 г.). Върху „Гръцката история“ Ксенофонт е работил, може би, най-много и най-упорито – до края на живота си. В него авторът смесва съдбата на държавата и божието провидение, които предопределят основните събития, със съдбата на силните личности. Впоследствие творчеството му се съсредоточава върху представянето на делата на известни съвременници: образованият монарх (за цар Кир) или похвално слово за спартанския цар Агезилай
Между историческите му съчинения се нарежда и „Киропедията“ – или „Възпитанието на Кир“ (Κύρου παιδεία). Всъщност в това съчинение, с изключение на първа книга, се говори за управлението на Кир; в него има повече морал, отколкото история.
Απομνεμονεύματα, обикновено наричани Memorabilia, са спомени за Сократ (или „Сократически съчинения“) – разговори на философа с негови ученици. В този контекст се вписват и „Апология на Сократ“ и „Пир“.
Οικονομικά е твърде интересно съчинение, в чиято основа пак стои Сократ, разискващ със своите събеседници съвсем обикновени въпроси: поддържането на една къща, отношението спрямо слугите, възпитанието на младата жена.
В други съчинения се разглеждат технически аспекти на лова, ездата, командването на конницата и др.